# Rajon Kompanijiwka
Der Rajon Kompanijiwka (ukrainisch Компаніївський район/Kompanijiwskyj rajon; russisch Компанеевский район/Kompanejewski rajon) war ein Rajon der Oblast Kirowohrad in der Zentral-Ukraine. Er wurde 1965 gegründet, der Verwaltungssitz befand sich in Kompanijiwka.
Am 17. Juli 2020 kam es im Zuge einer großen Rajonsreform zum Anschluss des Rajonsgebietes an den Rajon Kropywnyzkyj.

## Geographie
Der Rajon lag im mittleren Süden der Oblast Kirowohrad. Er grenzte im Norden an den Rajon Kropywnyzkyj, im Nordosten an den Rajon Nowhorodka, im Osten an den Rajon Dolynska, im Südosten an den Rajon Ustyniwka, im Süden an den Rajon Bobrynez sowie im Westen an den Rajon Nowoukrajinka.

Flagge des Rajon Kompanijiwka

Durch das ehemalige Rajonsgebiet fließt in südöstliche Richtung der Inhul sowie dessen Zufluss Suhoklija (Сугоклія), dabei ergeben sich Höhenlagen zwischen 110 und 220 Metern.

## Administrative Gliederung
Auf kommunaler Ebene war der Rajon administrativ in eine Siedlungsratsgemeinde und 16 Landratsgemeinden unterteilt, denen jeweils einzelne Ortschaften untergeordnet waren.
Zum Verwaltungsgebiet gehörten:
- 1 Siedlung städtischen Typs
- 50 Dörfer

Das Dorf Nyschnja Wodjana (Нижня Водяна) wurde 2009 aufgelöst.

### Siedlung städtischen Typs
| Siedlungen städtischen Typs | Siedlungen städtischen Typs | Siedlungen städtischen Typs |
| Name                        | Name                        | Name                        |
| ukrainisch transkribiert    | ukrainisch                  | russisch                    |
| --------------------------- | --------------------------- | --------------------------- |
| Kompanijiwka                | Компаніївка                 | Компанеевка (Kompanejewka)  |

### Dörfer
| Dörfer                   | Dörfer          | Dörfer                                  | Dörfer             |
| Name                     | Name            | Name                                    | Gemeindezuordnung  |
| ukrainisch transkribiert | ukrainisch      | russisch                                | Gemeindezuordnung  |
| ------------------------ | --------------- | --------------------------------------- | ------------------ |
| Harmaniwka               | Гарманівка      | Гармановка (Garmanowka)                 | Harmaniwka         |
| Holubijewytschi          | Голубієвичі     | Голубиевичи (Golubijewitschi)           | Holubijewytschi    |
| Hubiwka                  | Губівка         | Губовка (Gubowka)                       | Hubiwka            |
| Korotjak                 | Коротяк         | Коротяк                                 | Korotjak           |
| Losuwatka                | Лозуватка       | Лозоватка (Losowatka)                   | Losuwatka          |
| Marjiwka                 | Мар'ївка        | Марьевка (Marjewka)                     | Marjiwka           |
| Netschajiwka             | Нечаївка        | Нечаевка (Netschajewka)                 | Netschajiwka       |
| Perschotrawenka          | Першотравенка   | Першотравенка                           | Perschotrawenka    |
| Petriwka                 | Петрівка        | Петровка (Petrowka)                     | Petriwka           |
| Poltawka                 | Полтавка        | Полтавка                                | Poltawka           |
| Sassiwka                 | Сасівка         | Сасовка (Sassowka)                      | Sassiwka           |
| Sofijiwka                | Софіївка        | Софиевка (Sofijewka)                    | Sofijiwka          |
| Tscherwonowerschka       | Червоновершка   | Червоновершка                           | Tscherwonowerschka |
| Tscherwona Sloboda       | Червона Слобода | Червоная Слобода (Tscherwonaja Sloboda) | Tscherwona Sloboda |
| Wodjane                  | Водяне          | Водяное (Wodjanoje)                     | Wodjane            |
| Wynohradiwka             | Виноградівка    | Виноградовка (Winogradowka)             | Wynohradiwka       |